# Локро
Локро (исп. locro, от языка кечуа ruqru) — густое мясное стью из тыквы, связанное с коренными андскими цивилизациями и популярное в горной цепи Анд. Это одно из национальных блюд Перу, Боливии, Эквадора, Чили, Парагвая, северо-западной Аргентины и юго-западной Колумбии.

## Состав
Блюдо представляет собой классический суп из тыквы, кукурузы, фасоли и картофеля, хорошо известный в южноамериканских Андах. В некоторых регионах локро готовят из особого сорта картофеля, называемого «papa chola», который имеет уникальный вкус, и его трудно найти за пределами его родного региона.
Определяющими ингредиентами являются кабачки, кукуруза, некоторые виды мяса (обычно говядина, но иногда вяленая говядина или чоризо) и овощи. Локро готовят также с луком, фасолью, тыквой или мускатной тыквой. Едят в основном зимой.
В Аргентине он распространился из региона Куйо на остальную часть страны. Он считается национальным блюдом и часто подается 25 мая, в годовщину Майской революции. Иногда на гарнир подают красный острый соус из красного перца и паприки, известный как кикиримичи.
В Эквадоре популярен вариант, известный как yahuarlocro. В рецепте используются внутренности ягненка и кровь ягненка.

## Галерея

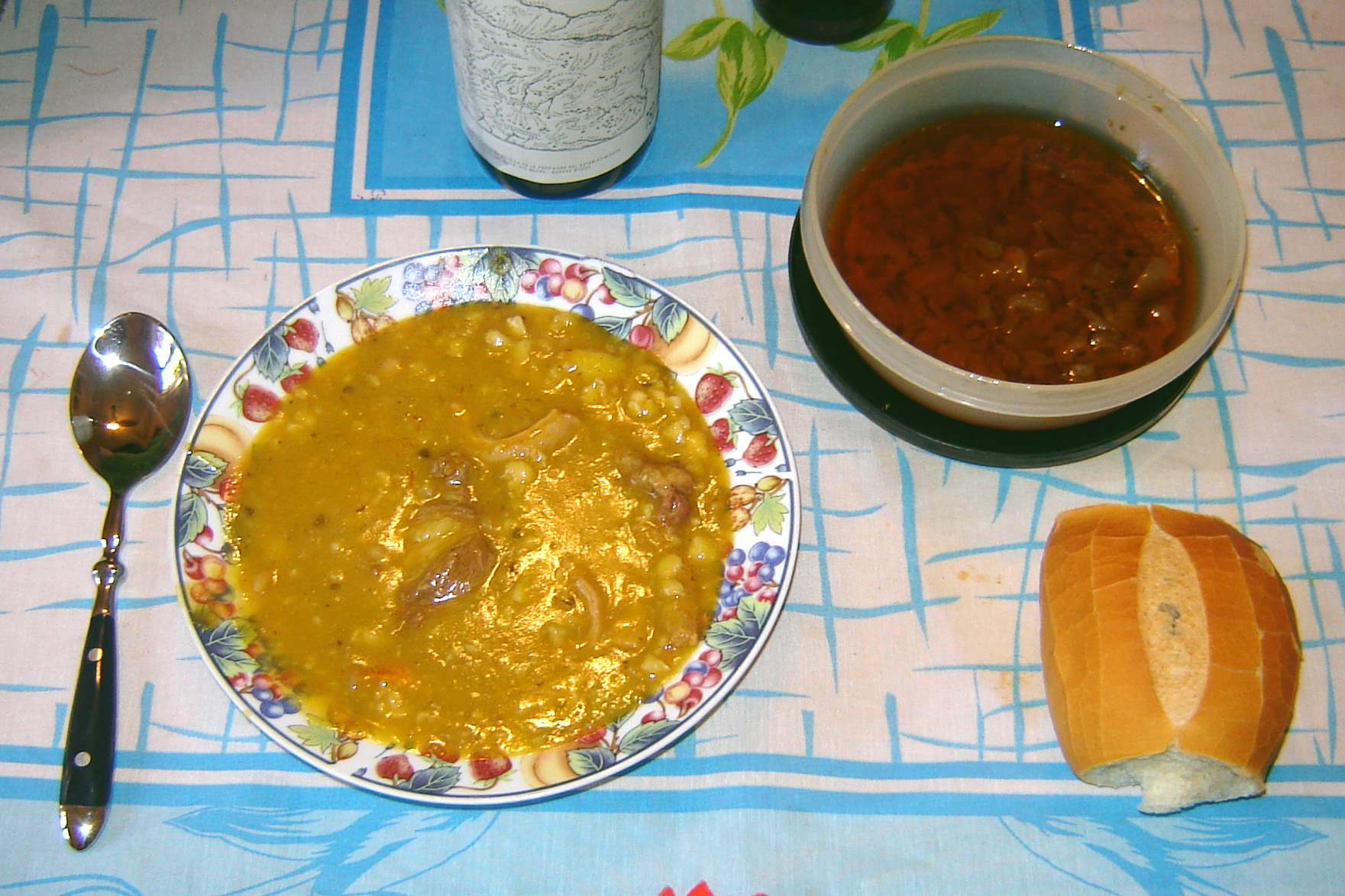
Локро на столе с quiquirimichi и хлебом
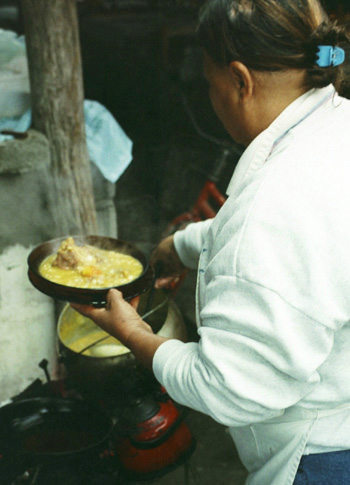
Подача локро на рынке Симока, Аргентина .
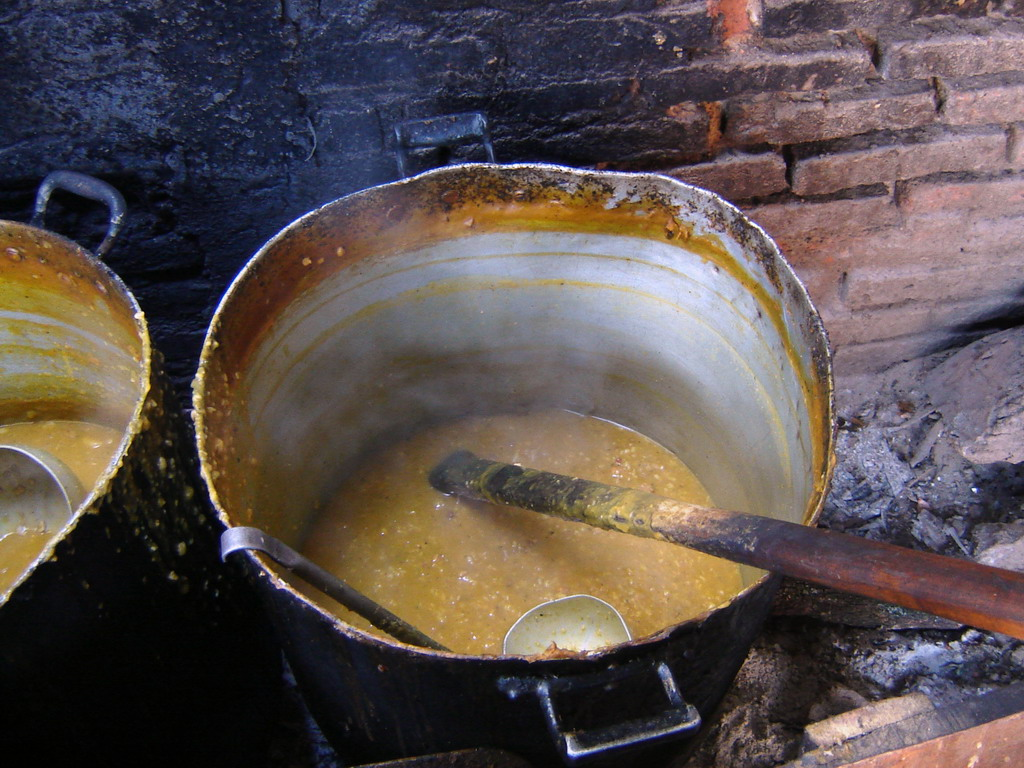
Большие кастрюли локро, приготовленные на углях
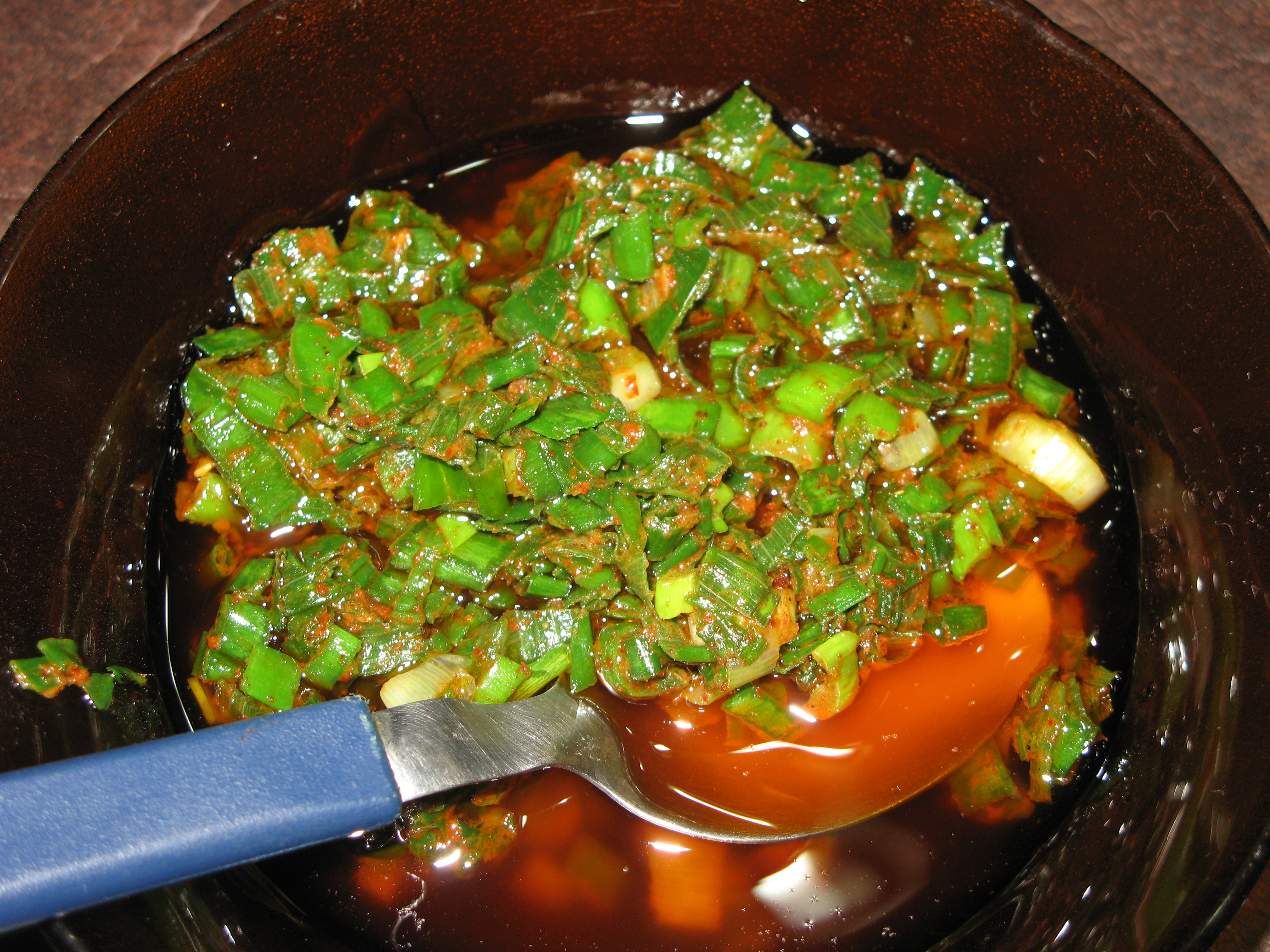
Аргентинский  Quiquirimichi